# Melhor jogador do mundo pela FIFA em 2006

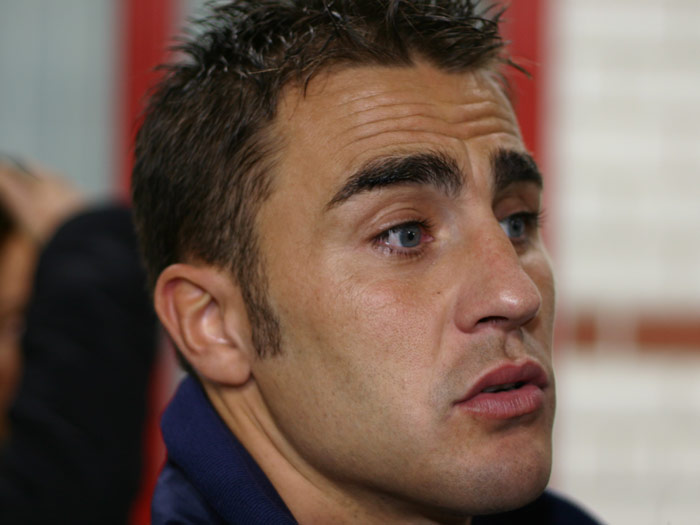
Fabio Cannavaro

O prêmio da FIFA de melhor jogador do mundo em 2006 foi dado ao zagueiro italiano Fabio Cannavaro. Ele ficou à frente do meio-campista Zinédine Zidane e do antigo vencedor deste prêmio, o brasileiro Ronaldinho.

## Classificação geral masculina
| Pos. | Jogador            | Pontos | Time                   |
| ---- | ------------------ | ------ | ---------------------- |
| 1    | Fabio Cannavaro    | 496    | Real Madrid            |
| 2    | Zinédine Zidane    | 454    | Real Madrid            |
| 3    | Ronaldinho         | 380    | Barcelona              |
| 4    | Thierry Henry      | 317    | Arsenal                |
| 5    | Samuel Eto'o       | 300    | Barcelona              |
| 6    | Didier Drogba      | 150    | Chelsea                |
| 7    | Kaká               | 139    | Milan                  |
| 8    | Gianluigi Buffon   | 118    | Juventus               |
| 9    | Zlatan Ibrahimović | 102    | Internazionale         |
| 10   | Cristiano Ronaldo  | 69     | Manchester United      |
| 11   | Michael Ballack    | 53     | Chelsea                |
| 12   | Steven Gerrard     | 48     | Liverpool              |
| 13   | Ricardo Quaresma   | 46     | Porto                  |
| 13   | Miroslav Klose     | 46     | Werder Bremen          |
| 14   | Frank Lampard      | 31     | Chelsea FC             |
| 15   | Deco               | 25     | Barcelona              |
| 16   | Luís Figo          | 20     | Internazionale         |
| 17   | Riquelme           | 16     | Boca Juniors           |
| 17   | Franck Ribéry      | 16     | Olympique de Marseille |
| 17   | Wayne Rooney       | 16     | Manchester United      |
| 20   | Gennaro Gattuso    | 15     | Milan                  |
| 21   | Andriy Shevchenko  | 14     | Chelsea                |
| 22   | Patrick Vieira     | 13     | Internazionale         |
| 22   | Michael Essien     | 13     | Chelsea                |
| 24   | Petr Čech          | 11     | Chelsea                |
| 25   | Alessandro Nesta   | 9      | Milan                  |
| 26   | Lukas Podolski     | 8      | Bayern de Munique      |
| 27   | Jens Lehmann       | 6      | Arsenal                |
| 28   | Philipp Lahm       | 3      | Bayern de Munique      |
| 29   | Adriano            | 2      | Internazionale         |
| 30   | Cesc Fàbregas      | 1      | Arsenal                |

## Classificação geral feminina
| Pos. | Jogador        | Pontos | Time       |
| ---- | -------------- | ------ | ---------- |
| 1    | Marta          | 475    | Umeå IK    |
| 2    | Kristine Lilly | 388    | KIF Örebro |
| 3    | Renate Lingor  | 305    | Frankfurt  |